# Theta Capricorni
Theta Capricorni (θ Capricorni, förkortat Theta Cap, θ Cap) som är stjärnans Bayerbeteckning, är en stjärna belägen i den mellersta delen av stjärnbilden Stenbocken. Den har en skenbar magnitud på 4,07 och är synlig för blotta ögat. Baserat på parallaxmätning inom Hipparcosuppdraget på ca 20,1 mas, beräknas den befinna sig på ett avstånd av ca 162 ljusår (ca 50 parsek) från solen och ligger omkring en halv grad söder om ekliptikan.

## Nomenklatur
Ibland användes för Eta Capricorni namnet Dorsum, vilket betyder ryggen (på bocken) på latin.

## Egenskaper
Eta Capricorniär en blå till vit stjärna i huvudserien av spektralklass A1 V. Den har en massa som är något mera än dubbelt så stor som solens massa, en radie som är ca 2,7 gånger större än solens och utstrålar från dess fotosfär ca 65 gånger mera energi än solen vid en effektiv temperatur på ca 10 000 K.
Theta Capricorni visar variationer i radialhastighet som tyder på att den kan vara en dubbelstjärna. Vid undersökning av infraröd strålning från stjärnan har emellertid ingen följeslagare kunnat bekräftas.